# Ингердахский сельсовет
Ингердахский сельсовет — административно-территориальная единица и муниципальное образование со статусом сельского поселения в Ахвахском районе Дагестана Российской Федерации.
Административный центр — село Ингердах.

## Население
| 2002  | 2010  | 2012  | 2013  | 2014  | 2015  | 2016  |
| ----- | ----- | ----- | ----- | ----- | ----- | ----- |
| 1244  | ↗1537 | ↗1598 | ↗1617 | ↗1649 | ↗1699 | ↗1721 |
| 2017  | 2018  | 2019  | 2020  | 2021  | 2023  | 2024  |
| ↗1752 | ↗1779 | ↗1815 | ↗1849 | ↗2144 | ↗2176 | ↗2221 |
| 2025  |       |       |       |       |       |       |
| ↗2235 |       |       |       |       |       |       |

## Состав
| № | Населённый пункт | Тип населённого пункта       | Население |
| - | ---------------- | ---------------------------- | --------- |
| 1 | Ингердах         | село, административный центр | ↗1413     |
| 2 | Хариб            | село                         | ↗731      |